# Movement in Still Life
Movement in still life es el tercer álbum de electrónica artista BT. Lanzamiento, en el Reino Unido en 1999, con una versión modificada de la Estados Unidos en 2000. El álbum cuenta con una transición hacia hip hop e incluye los sencillos "Godspeed", "Dreaming", y en los EE. UU., "Never Gonna volver a bajar".

## Introducción
Movimiento, marca una transición hacia hip hop, mientras continúa con la marca BT [música [trance | trance]] métodos, las cuatro primeras pistas de la Reino Unido presionando un ejemplo de la cadera nueva las técnicas de salto, mientras que el resto del álbum es más trance basado. El registro completo se mezcló de manera que todas las canciones de transición entre sí, creando una mezcla continua. El álbum se abre con un mensaje de contestador automático que dejó un sin nombre, el rapero próximo que quiera trabajar con BT, a pesar de no tener ningún registro, ni produce una conveniente línea de contacto (si mi madre contesta el teléfono, se le dará mi primo número de localizador)..
En los Estados Unidos, el Movimiento'fue renovado por completo para una audiencia americana. Esta presión ediciones cada pista por unos minutos y aparece en un formato sin mezclar con pausas entre las canciones. La lista de canciones también fue reorganizado: acústico más "satélite" se trasladó a la mitad de la grabación y fue sustituido por el derecho hip hop canción "Amor en Haight Street", mientras que la apertura del álbum también fue movido hacia el centro del registro, y fue reemplazado por "Madskills Mic-Chekka" y los EE.UU. single "Never Gonna volver a bajar", que contó con Mike Doughty de Tos Alma en la voz. "Ride", "El fenómeno del Hip Hop", "Giving Up the Ghost" y "Namistai" fueron sustituidas por "vergüenza" y "Smartbomb", el último de los cuales se muestra en * NSYNC's éxito internacional " Pop", que también fue producido por BT.
El Australia n urgente de Movimientoen Still Lifeutiliza la lista de canciones del Reino Unido, pero reemplaza "El fenómeno del Hip Hop" con "Never Gonna volver a bajar", mezclando en ella alrededor de las pistas con las transiciones.
Existen dos versiones en vinilo: una versión doble LP que contiene una variante de la lista de canciones del Reino Unido, y una versión LP cuádruple con ocho pistas, con una canción por cada lado, esta segunda versión completamente las características mezcla extendida. Varias de estas mezclas se añadieron más tarde extendida a una edición especial de doble CD conjunto de Hong Kong, que también incluyó otras mezclas extendida.

## Portada
El arte de la portada del disco principal es un fotograma,Invocación
https://web.archive.org/web/20101123124400/http://www.vam.ac.uk/collections/photography/blind_visually_impaired/fuss/index.html], por Adam Fuss.

## Track listing
| 1. "Movement in Still Life" – 6:32 2. "Ride" – 4:56 3. "Madskillz-Mic Chekka" – 5:36 4. "The Hip Hop Phenomenon" – 5:17 5. "Mercury and Solace" – 7:42 6. "Dreaming" – 9:15 7. "Giving Up the Ghost" – 6:43 8. "Godspeed" – 6:44 9. "Namistai" – 6:51 ° 10. "Running Down the Way Up" – 8:36 11. "Satellite" – 5:40 1. "Never Gonna Come Back Down" – 5:47 2. "Fibonnaci Sequence" – 9:28 3. "Godspeed (Hybrid Mix)" – 7:03 4. "Mercury and Solace (Reach Out) (Mark Shimmon Remix)" – 6:43 5. "Dreaming (Evolution Mix)" – 10:11 6. "Dreaming (Libra Mix)" – 9:19 7. "Namistai (Extended Version)" – 9:28 ° 1. "Madskillz-Mic Chekka" – 4:52 2. "Never Gonna Come Back Down" – 5:47 3. "Dreaming" – 5:19 4. "Shame" – 3:21 5. "Movement in Still Life" – 4:30 6. "Satellite" – 5:11 7. "Godspeed" – 5:10 8. "Running Down the Way Up" – 5:51 9. "Mercury and Solace" – 5:07 10. "Smartbomb" – 5:10 11. "Love on Haight Street" – 6:17 | Versión de 2 vinilos Cara A "Movement in Still Life" – 6:32 "Ride" – 4:56 "Madskillz-Mic Chekka" – 5:36 Cara B "The Hip Hop Phenomenon" – 5:17 "Mercury and Solace" – 7:42 "Godspeed" – 6:44 Cara C "Dreaming" – 9:15 "Giving Up the Ghost" – 6:43 Side D "Namistai" – 6:51 ° "Running Down the Way Up" – 8:36 "Satellite" – 5:40 Versión de 4 vinilos Caras A-B "Movement in Still Life" – 8:02 "Madskillz-Mic Chekka" – 7:20 Caras C-D "The Hip Hop Phenomenon" – 8:46 "Dreaming" – 10:19 Caras E-F "Giving Up the Ghost" – 9:12 "Namistai" – 9:27 ° Caras G-H "Running Down the Way Up" – 9:30 "Fibonacci Sequence" – 9:28 |

- ° - Este tema pasó a llamarse "Namasté" en la liberación del Reino Unido de edición limitada. Sin embargo, el nombre original, "Namistai", se considera que es el título oficial de fanes.

## Singles
Movement in Still Life contiene la mayoría de los sencillos de BT en un mismo álbum, en gran parte debido a las diferencias entre el Reino Unido y EE. UU. versiones. Canciones como "Godspeed" y "Mercurio y Solace" le fue bien en el Reino Unido, pero no se muy bien en las radios de EE. UU., donde "nunca va a volver Down" y "Shame" dominado Americana rock alternativo estaciones. "Smartbomb" fue utilizado en varias películas americanas, incluyendo3000 millas a Graceland , y fue utilizado en el videojuegoFrecuencia . El Plump DJs remix de "Smartbomb" y "fenómeno del Hip Hop" se presentaron en el juego de videoSSX Tricky . Un remix de "Never Gonna volver a bajar" fue incluida en[Fútbol [FIFA 2002 ]].

## Personal
- Peanut Butter Wolf: record scratching on "Movement in Still Life" and "Love on Haight Street"
- Sasha: Co-production on "Ride"
- Planet Asia: Vocals on "Madskillz-Mic Chekka"
- Adam Freeland: Co-production on "Madskillz-Mic Chekka"
- Hutchi: Vocals on "Madskillz-Mic Chekka"
- Rasco: Vocals on "Madskillz-Mic Chekka", "Smartbomb" and "Love on Haight Street"
- DJ Davey Dave: "cuts" and "scratching" on "Madskillz-Mic Chekka" and "Smartbomb"
- Kevin Beber: Co-production on "Madskillz-Mic Chekka"
- Tsunami One: Co-production on "The Hip Hop Phenomenon"
- Jan Johnston: Vocals on "Mercury and Solace"; backing vocals on "Dreaming"
- DJ Rap: Vocals on "Giving Up the Ghost"
- Paul Van Dyk: Co-production on "Namasté"
- Kirsty Hawkshaw: Vocals on "Dreaming" and "Running Down the Way Up"
- Hybrid: Co-production on "Running Down the Way Up" and co-credited with "Godspeed"
- Scott Frassetto: Live drums on "Satellite"
- Richard Fortus: Guitars on "Shame", "Running Down the Way Up" and "Smartbomb"
- Mike Doughty: Vocals on "Never Gonna Come Back Down"
- Fifty Grand: Vocals on "Love on Haight Street"
- BT: All other vocals, instruments and programming